# Ianca
Ianca é uma cidade da Romênia com 12.886 habitantes, localizada no judeţ (distrito) de Brăila.